# Kościół św. Jana Chrzciciela w Biskupcu
Kościół Świętego Jana Chrzciciela – rzymskokatolicki kościół parafialny należący do dekanatu Biskupiec Reszelski archidiecezji warmińskiej. Jeden z rejestrowanych zabytków miasta.

## Historia

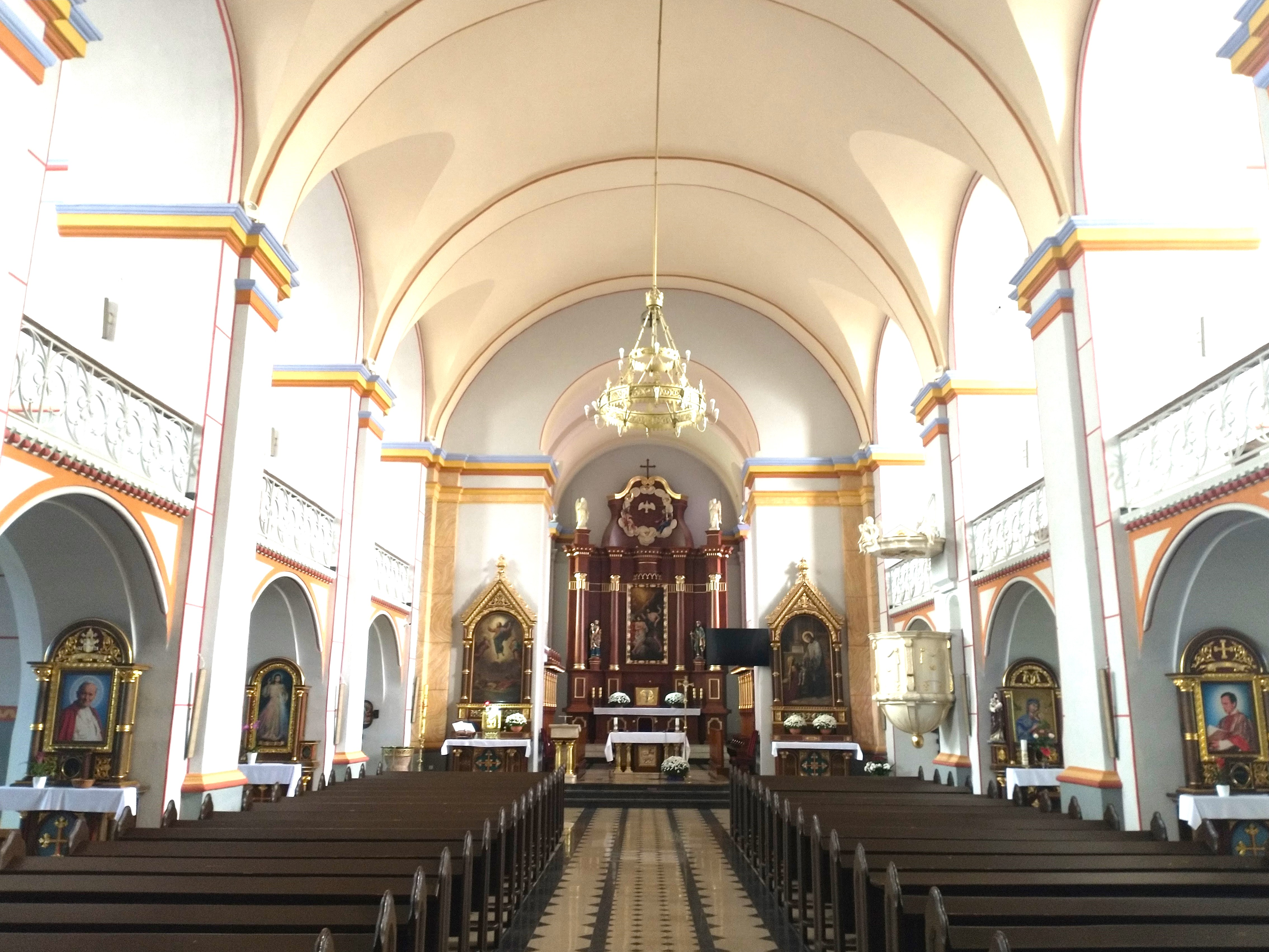
Wnetrze

Świątynia pod wezwaniem świętego Jana Chrzciciela istniała już w czasie lokacji Biskupca przez biskupa warmińskiego Henryka III Sorboma w dniu 17 października 1395 roku. Świątynia ta uległa jednak zniszczeniu w 1414 roku w czasie wojny polsko-krzyżackiej. W 1505 roku biskup Łukasz Watzenrode przeznaczył na jej odbudowę materiały z rozebranej świątyni pod wezwaniem Ducha Świętego w Lidzbarku Warmińskim. Nowy kościół został konsekrowany przez biskupa Marcina Kromera w dniu 26 kwietnia 1580 roku. Drewniana wieża uległa zniszczeniu przez pożar w dniu 13 maja 1651 roku. Jej odbudowa została przeprowadzona w 1668 roku. Ponownie zniszczona przez pożar w dniu 26 lutego 1700 roku i została odbudowana w 1717 roku. W latach 1728–1734 świątynia została rozbudowana o prezbiterium. Ponownie konsekrowana przez biskupa pomocniczego Michała Remigiusza Łaszewskiego w dniu 14 sierpnia 1735 roku i otrzymała drugie wezwanie świętego Walentego. Świątynia ta w dniu 21 kwietnia 1766 roku została ponownie zniszczona przez pożar. Odbudowana została ze składek zbieranych w całej diecezji. W latach 1881–1882 zostały wybudowane empory w nawach bocznych, a stronie zewnętrzna kościoła otrzymała cechy neoromańskie. W 1903 roku świątynia została gruntownie przebudowana. Konsekrowana przez biskupa pomocniczego Edwarda Herrmanna w dniu 6 lipca 1908 roku. Spalona w 1945 roku i odbudowana w latach 1948-1949. Hełm wieży został zrekonstruowany w 1988 roku.

## Architektura
Jest to budowla orientowana, o trzech nawach, murowana, wzniesiona z cegły. Jej bryła jest niejednorodna stylowo. Nawa główna ze sklepieniem żaglowym posiada cechy późnogotyckie, w tym samym stylu została zbudowana masywna wieża znajdująca się od strony zachodniej, częściowo wtapiająca się w korpus świątyni. Jest ozdobiona trzema kondygnacjami blend ostrołukowych i hełmem w formie dzwonu z latarnią. Od wschodu jest umieszczone barokowe prezbiterium prosto zamknięte, nakryte sklepieniem kolebkowym. Z jego lewej i prawej strony są umieszczone zakrystie. Nawy boczne w stylu neoromańskim są nakryte sklepieniami krzyżowymi. U nasady sklepień są umieszczone gzymsy, a od zewnątrz pilastry na narożach. Fasada świątyni jest rozciągnięta do boków przez owalne wieżyczki schodowe i portale naw bocznych.
Wystrój i wyposażenie wnętrza zostały wykonane po 1945 roku. W 1998 roku zostały odrestaurowane dwa uratowane neoromańskie ołtarze boczne. Najstarszym elementem wyposażenia jest miedziana Misa Chrzcielna ze sceną Zwiastowania i napisem w języku staro-cerkiewno-słowiańskim (być może jest to dowód działań misyjnych przed zakonem krzyżackim).